# Evelin Bürger
Evelin Bürger (* 3. Mai 1952 in Kiel) ist eine deutsche Autorin, Verlagsgründerin und Tarotspezialistin.

## Leben und Werk
Evelin Bürger arbeitete als Erzieherin und Sozialpädagogin in Frauenhäusern und Bürgerzentren in Köln. 1977 war sie Mitbegründerin der Kölner Heiminitiative. 1989 gründete sie zusammen mit Johannes Fiebig den Königsfurt Verlag, den beide bis 2006 leiteten. 2007 ging der Königsfurt Verlag in die Königsfurt-Urania Verlag GmbH über. Dort war Bürger bis zum November 2017 als Presse- und PR-Verantwortliche tätig.

### Autorenpaar Bürger/Fiebig
Seit 1982 leben Evelin Bürger und Johannes Fiebig zusammen; sie haben zwei gemeinsame Kinder. Seit 1984 wurden von ihnen knapp zwanzig gemeinsame Tarot-Titel mit einer Gesamtauflage von rund 2 Millionen Exemplaren veröffentlicht. Einige Bücher wurden in bis zu 13 Sprachen übersetzt.
Bürger/Fiebig zählen „weltweit (...) zu den erfolgreichsten Tarot-Autoren.  Auf sie geht die Ziehung der ‚Tageskarte‘ zurück, die heute gängige Grundübung beim Kartenlegen, die ‚Doppeldeutung‘ eines jeden Symbols haben sie als Standard etabliert“.
Sie gelten als Pioniere der modernen Tarot-Deutung, mit einem psychologischen Ansatz, der sich auf Symbolkunde und anerkannte Regeln der Traumdeutung stützt.

## Schriften (Auswahl)
- Tarot – Liebe, Glück, Erfolg (mit Johannes Fiebig), Königsfurt-Urania Verlag, Krummwisch 2017, ISBN 978-3-86826-547-7
- Tarot-Basics Crowley (mit Johannes Fiebig), Königsfurt-Urania Verlag, Krummwisch 2008, 2. überarb. Auflage 2013, ISBN 978-3-86826-540-8
- Tarot-Basics Waite (mit Johannes Fiebig), Königsfurt-Urania Verlag, Krummwisch 2008, 4. Auflage 2013, ISBN 978-3-86826-539-2
- Das große Buch der Tarot-Legemuster (mit Johannes Fiebig), Heyne-Verlag, München 2007, ISBN 978-3-453-70052-9